# Arsenitna kiselina
Arsenitna kiselina je neorgansko jedinjenje sa formulom . Ona je javlja u vodenim rastvorima. Ona nije bila izdvojena kao čist materijal.

## Osobine
je piramidalni molekul koji sadrži tri hidroksilne grupe vezane za arsen. 1H NMR spektar rastvora arsenitne kiseline potvrđuje simetriju molekula. U kontrastu s tim, srodna fosforna kiselina  uglavnom poprima strukturu .  je manje zastupljena komponenta rastvora. Različito ponašanje jedinjenja As i P odražava trend da su viša oksidaciona stanja stabilnija za kod lakših elemenata grupe.

## Reakcije
Priprema  se odvija putem spore hidrolize arsen trioksida u vodi. Dodatak baze konvertuje arsenitnu kiselinu u arsenitne jone  i . Prva  vrednost je 9.2. Reakcije vodenog arsenik trioksida su posledica prisustva arsenitne kiseline i njenih konjugovanih baza.

## Toksikologija
Jedinjenja arsenika su visoko toksična i kancerogena. Anhidridna forma arsenitne kiseline, arsenik trioksid, se koristi kao herbicid i pesticid.

## Spoljašnje veze
- Toksičnost arsenika Архивирано на веб-сајту  (20. новембар 2016)